# Joan Sardà i Farriol
Joan Sardà i Farriol (Igualada, 1901 - Reus, 1972) va ser un empresari igualadí.

## Biografia
Durant la Guerra Civil la seva fabrica la van col·lectivitzar però va poder seguir com un dels cooperativistes i la va recuperar al final de la guerra i va guanyar molts diners, es diu que valent-se de la usura. Es va separar de la seva dona (en un temps que no es feia) i es va ajuntar amb una altra dona. Va comprar un gran mas al nord de Reus, el Mas de Mainer, que havia estat dels Boule i heretat pels Mayner. Sardà li va donar el nom de Mas Niloga que eren les primeres lletres del nom i els cognoms de la seva enamorada (Nieves López García). Aquest mas va donar lloc al Barri Niloga de Reus.
L'arquitecte reusenc Miquel Aragonès va ser l'arquitecte i promotor del barri, i en va fer un. projecte l'any 1962. Era una gran illa de 180x120 m, tocant al Reus Deportiu, i va dissenyar sis blocs de deu plantes, orientats d'est a oest. Cada planta té dos habitatges, i totes les habitacions són exteriors. Els blocs estan separats per una extensa zona de vegetació. Posteriorment es van afegir quatre blocs més, de només quatre plantes, però sense ascensor. I encara més tard es va ocupar la zona verda amb un gran aparcament subterrani, i es van construir quatre torres de deu plantes.
Joan Sardà era diabètic i va establir una fundació contra la malaltia, la Fundació Sardà Farriol, que el 2008 es va convertir en Acció Sardà Farriol.
Va morir a Reus, a la seva finca, on passava temporades, llegant la seva immensa fortuna a la ciutat d'Igualada que va instituir un premi amb el seu nom. Tant la ciutat d'Igualada com la de Reus li van dedicar un carrer